# (8940) Yakushimaru
(8940) Yakushimaru  es un asteroide perteneciente al cinturón de asteroides, descubierto el 29 de enero de 1997 por Takao Kobayashi desde el Observatorio de Ōizumi, en Japón.

## Designación y nombre
Yakushimaru se designó inicialmente como 1997 BA2.
Más adelante, en 2000 fue nombrado por  Hiroko Yakushimaru (n. 1964) qien es una actriz y cantante japonesa. Desde su debut en 1978 en Yasei no Shomei, ha aparecido en 23 películas y siete dramas de televisión y ha lanzado más de 20 discos. El número 8940 se puede leer como "Ya-Ku-Shi-Maru" en japonés.

## Características orbitales
Yakushimaru orbita a una distancia media del Sol de 2,931 ua, pudiendo acercarse hasta 2,824 ua y alejarse hasta 3,038 ua. Tiene una excentricidad de 0,036 y una inclinación orbital de 3,119° grados. Emplea en completar una órbita alrededor del Sol 1832,74 días.

## Características físicas
Su magnitud absoluta es 13,23. Tiene 7,101 km de diámetro. Su albedo se estima en 0,221.